# الطليعة الثورية (البروليتارية الشيوعية)
الطليعة الثورية (البروليتارية الشيوعية) (بالإسبانية: Vanguardia Revolucionaria (Proletario Comunista)) كان حزبًا سياسيًا موجهًا للماويين في بيرو أسس في عام 1977 على يد إدواردو فيغاري وجوليو سيزار ميزيتش. تم تشكيله من خلال انقسام في الطليعة الثورية. في عام 1978، ترك فصيل نشط في حركة الفلاحين حول ميزيتش ولينو كوينتانيلو الحزب وانضم معظم أعضائه بشكل فردي إلى الدرب الساطع.
شغل فيجاري منصب الأمين العام للحزب. في أكتوبر 1979، كان الحزب أحد مؤسسي التحالف الانتخابي اتحاد اليسار الثوري.